# ويليام ميرفي (مجدف)
ويليام ميرفي (بالإنجليزية: William Murphy)‏ هو مجدف كندي، ولد في 9 فبراير 1889 في كينغستون في كندا، وتوفي في 18 فبراير 1916 في تورونتو في كندا.

## وصلات خارجية
- ويليام ميرفي على موقع الاتحاد الدولي للتجديف (الإنجليزية)
- ويليام ميرفي على موقع أوليمبيديا (الإنجليزية)